# صابون

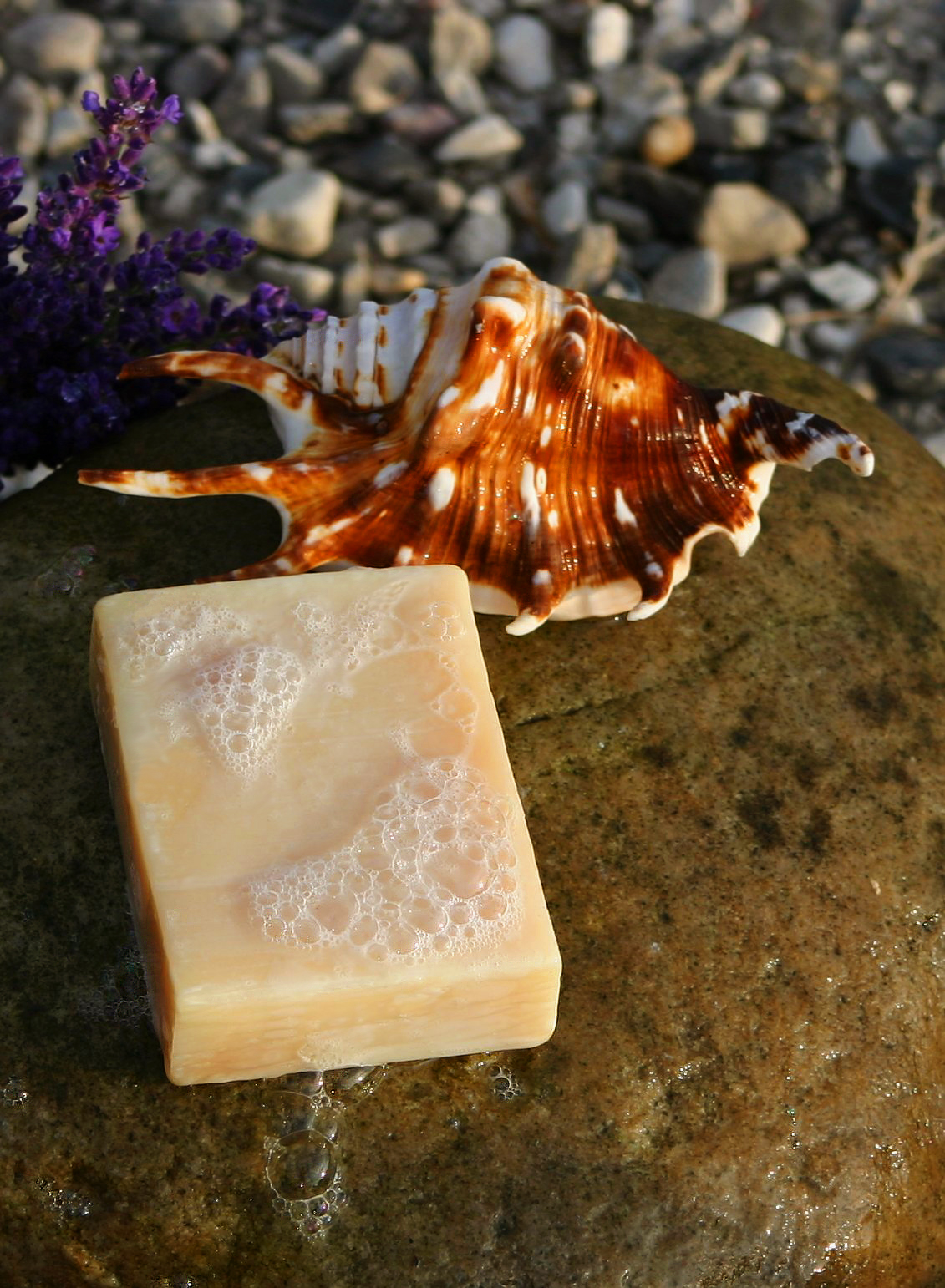
صابون دست‌ساز

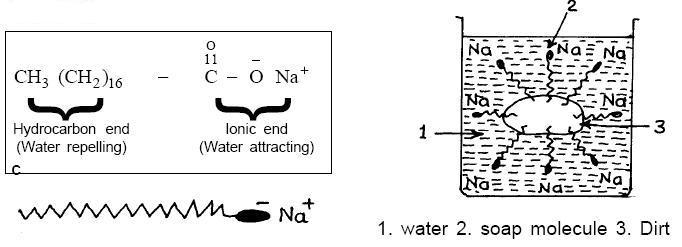
چگونگی کارکرد صابون

صابون به تعریف علم شیمی، نمک یک اسید چرب است. از صابون بیشتر برای شست‌وشو، حمام‌کردن و پاکیزگی بهره‌گیری می‌شود، اما در ریسیدن پارچه نیز کاربرد دارد و بخشی مهم از روان‌سازها است. به ترکیب صابون با روغن به صورت جامد «گریس» گفته می‌شود. صابون‌های تمیزکاری بیشتر از جمع‌آوری روغن‌ها و چربی‌های گیاهی و حیوانی با محلول غلیظ سود سوز آور(sodium hydroxide)به‌دست می‌آیند. چربی‌ها و روغن‌ها ترکیبی از تری‌گلیسریدها هستند: سه مولکول اسید چرب به یک مولکول گلیسرول متصل شده‌است.
صابون‌ها، با ایجاد امولسیون پایدار ولی ناهمگن از چرکها که چربی اند، باعث ایجاد یک کلوئید امولسیون و در نتیجه اتصال مولکول‌های صابون به چربی‌ها از بخش آلکیل (زنجیره بلند کربنی) و اتصال صابون از سر قطبی خودبه مولکول‌های آب باعث شسته‌شدن چربی‌ها می‌شوند. (قسمت باردار صابون، چربی‌ها را در آب پخش می‌کند و با آب، که «قطبی» است، جاذبه برقرار می‌نماید و قسمت هیدروکربنی هم با چربی‌ها جاذبه ایجاد می‌کند)

## تاریخچه
نخستین اشاره به ساختن یک ماده شبیه صابون مربوط به حدود ۲۸۰۰ سال پیش از میلاد در بابل باستان است. برخی منابع مصری مربوط به حدود ۱۵۰۰ پیش از میلاد نیز به ساختن چنین ماده‌ای اشاره دارند. در حدود ۶۰۰ سال پیش از میلاد، ملوانان فینیقی‌ها، فن صابون‌سازی (یا صابون پزی) را به سواحل مدیترانه بردند. در قرن اول میلادی، بهترین صابون از چربی بز و خاکسترهای به‌دست‌آمده از سوزاندن چوب «درخت آلش» به‌دست می‌آمد. تا پایان قرن هجدهم، صابون را از چرب انسانی (به‌طور مثال در جنگ جهانی دوم در دادگاه نورنبرگ یهودیان مدعی شدند که در جریان هولوکاست ازچربی یهودیان سوخته شده در کوره آدم سوزی برای ساخت صابون استفاده می‌شده‌است)، چربی حیوانی و خاکستر چوب تهیه می‌کردند. در همان هنگام، معلوم شد که می‌توان به‌جای خاکستر چوب، از سود سوزآور، که قلیای حاصل از نمک معمولی است، استفاده کرد. در همین زمان، روغن‌های گیاهی نظیر روغن زیتون، روغن نخل، روغن نارگیل، روغن کنجد و روغن سویا جانشین چربی‌های حیوانی شدند.

### در خاورمیانه
صابون توالت سخت با بوی دلپذیر در خاورمیانه در دوره اسلامی تولید شد، زمانی که صابون سازی به یک صنعت تبدیل شد. دستور العمل‌های تهیه صابون توسط محمد بن زکریا رازی (۸۵۴–۸۵۴) شرح داده شده‌است، که همچنین دستور تهیه گلیسیرین از روغن زیتون را داده‌است. در خاورمیانه صابون از تعامل روغن‌های چرب و چربی‌ها با قلیا تولید می‌شد. در سوریه صابون با استفاده از روغن زیتون به همراه قلیا و آهک تولید می‌شد. صابون از سوریه به سایر نقاط جهان اسلام و اروپا صادر می‌شد.

### در ایران
حدود زمان دودمان صفویان در بروجرد برای اوّلین بار صابون سازی در ایران شکل گرفت و حدود ۱۵۰ سال پیش در زمان قاجار به شهر مراغه برده شد. هم‌اکنون نیز شهرهای بروجرد و مراغه قطب‌های مهم صابون پزی شناخته می‌شود. در شهر بروجرد نظیر فروش صابون‌هایی با رنگ و بوی خاص معمول است که در آنجا با نام صابون آجز شناخته می‌شود. از مراغه نیز هرسال نزدیک ۲۰۰ تن صابون تولید شده و به اقصی نقاط کشور ارسال می‌شود که به عنوان صابون مراغه معروف است.

### اروپای قرون وسطی
صابون سازان در ناپل در اواخر قرن ششم یکی اصناف بودند (سپس تحت کنترل امپراتوری روم شرقی)، و در قرن هشتم، صابون سازی در ایتالیا و اسپانیا به خوبی شناخته شده بود. سرزمین‌های اسپانیا قرون وسطی در سال ۸۰۰ یک صابون ساز اصلی بود و صابون سازی در پادشاهی انگلستان در حدود ۱۲۰۰ آغاز شد. صابون سازی هم به عنوان «کار زنان» ذکر می‌شود و هم به عنوان تولید «کارگران خوب» در کنار سایر ملزومات، مانند تولید نجاران، آهنگران و نانوایان.

## روش تهیهٔ صابون
همهٔ صابون‌های دستشویی با اضافه‌کردن روغن نباتی یا چربی حیوانی (عمدتاً دنبه و پیه) به یک قلیای قوی ساخته می‌شوند. این کار در دما و فشار بالا صورت می‌گیرد. آنچه حاصل می‌شود، صابون و مادهٔ دیگری به نام گلیسیرین یا گلیسرول است. گلیسیرین را با یک محلول غلیظ نمک جدا می‌کنند. سپس صابون مذاب را در دستگاه همزن می‌ریزند. در آنجا عطر و مواد نگهدارنده یا رنگ به آن اضافه می‌کنند. بالاخره صابون مذاب را سرد می‌کنند و در اندازهٔ معین قالب‌گیری می‌کنند یا بُرش می‌دهند.

## تاریخچه صابون‌های مایع
صابون‌های مایع تا قرن نوزدهم هنوز کشف نشده‌بودند. در سال ۱۸۶۵، ویلیام شپهارد، صابون مایع را اختراع کرد.

## صابون‌های مایع
اگر در مولکول صابون در بخش کاتیونی به جای Na یکی از یون‌های آمونیوم(+NH4) یا پتاسیم(+K)قرار گیرد، نقطه ذوب صابون پایین رفته و حالت مایع پیدا خواهد کرد.